# Martin Luthers Sterbehaus

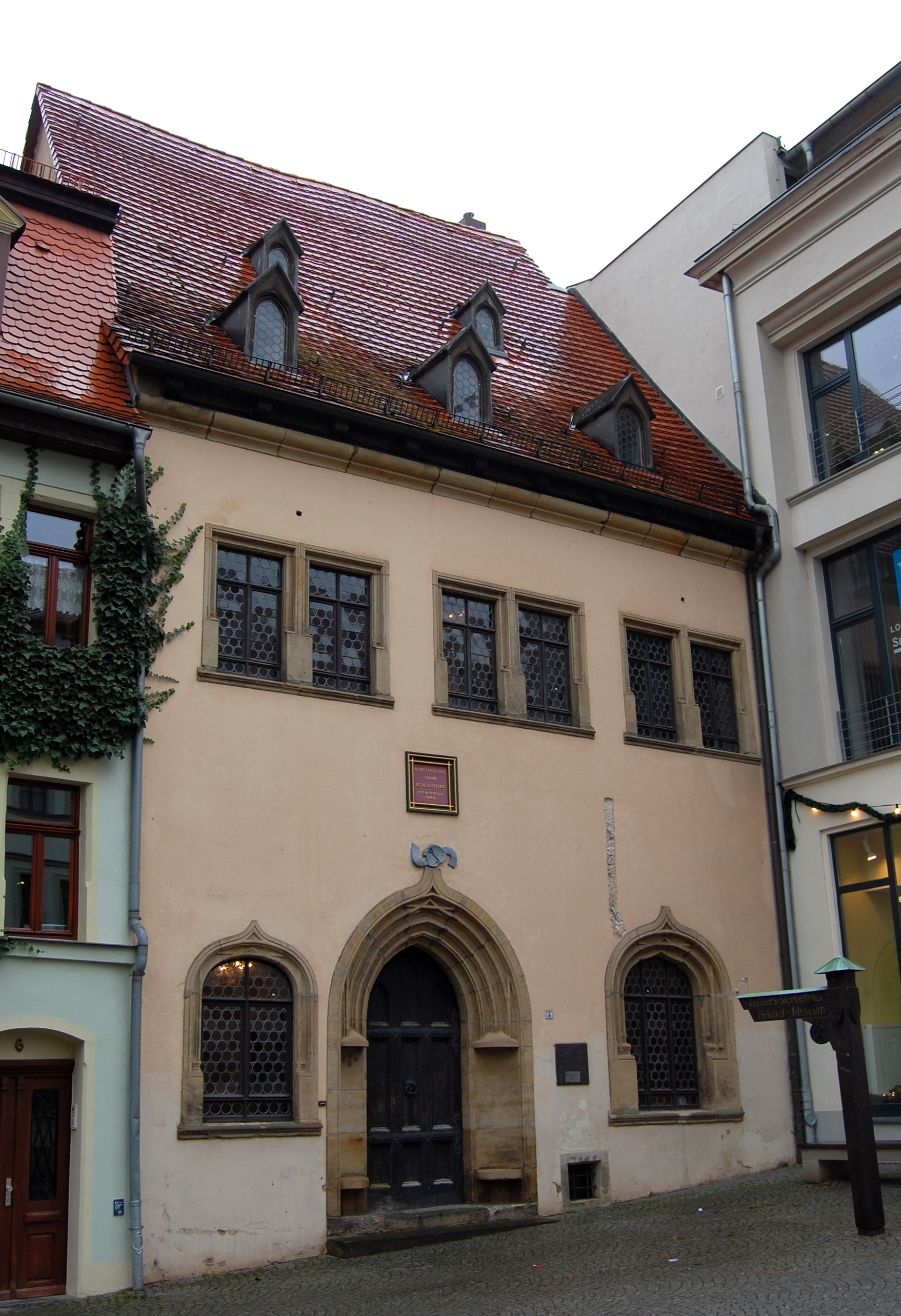
Martin Luthers vermeintliches Sterbehaus

Martin Luthers Sterbehaus ist ein Gebäude in der Lutherstadt Eisleben am Andreaskirchplatz, von dem angenommen wurde, dass der Reformator Martin Luther am 18. Februar 1546 hier verstarb. Nach neueren Forschungen ist jedoch das Haus des heutigen Hotels „Graf von Mansfeld“ am Markt das tatsächliche Sterbehaus. Das Haus am Andreaskirchplatz wird heute als Museum genutzt. Es wurde am 1. Februar 2013 nach zweijährigen Renovierungsarbeiten und ergänzt durch einen Neubau wiedereröffnet. In Eisleben befindet sich an anderer Stelle auch Martin Luthers Geburtshaus.

## Architektur und Geschichte

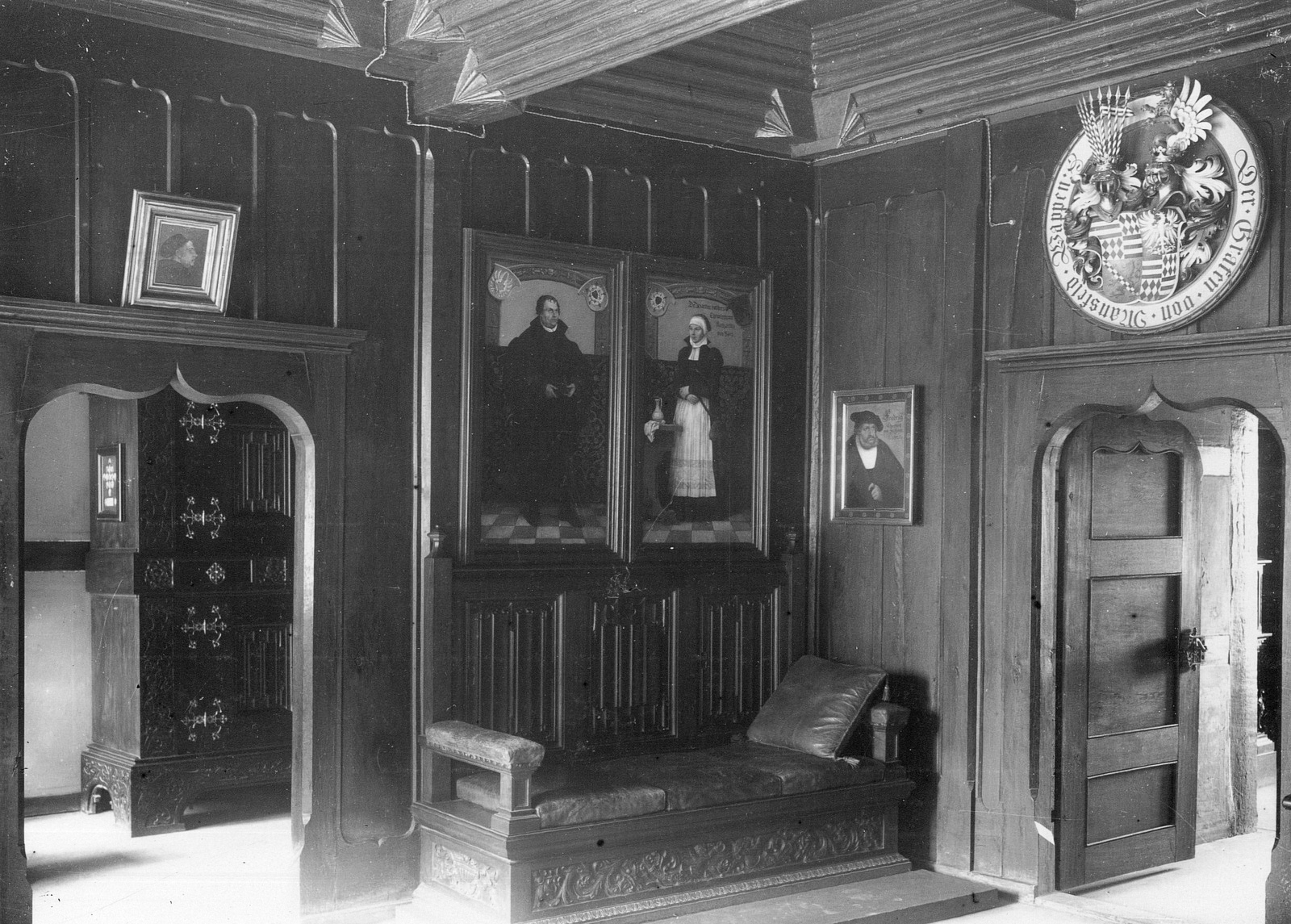
Luthers Sterbezimmer um 1925

Das als Sterbehaus Luthers bezeichnete Gebäude steht am Andreaskirchplatz Nr. 7 unmittelbar gegenüber der Eisleber St. Andreaskirche, in der Luther am 15. Februar 1546 wenige Tage vor seinem Tod noch eine letzte Ordination vorgenommen hatte. Das unter Denkmalschutz stehende Haus entstand nach dem Stadtbrand von 1498 und diente lange als Wohnhaus des Stadtschreibers. Zur Straße hin steht ein spätgotisches, zweigeschossiges Traufenhaus, welches von einem steilen Satteldach bekrönt wird. Hofseitig entstand um 1600 ein schmaler Seitenflügel.
Luther war zum Todeszeitpunkt bei der mit ihm befreundeten Familie Drachstedt zu Gast. Bereits im 17. Jahrhundert galt das im Besitz des Sohnes von Dr. Drachstedt befindliche Haus am Andreaskirchplatz wohl irrtümlich als Sterbehaus. Das wirkliche Sterbehaus ist wohl ein anderes Haus (Markt 56), das im Februar 1546 bereits baufällig war und im Gebäudekomplex ab 1570 neu gebaut wurde. Vom Sterbeort Martin Luthers blieb lediglich die Hausmarke erhalten. Im Stadtschloss (Markt 56) befindet sich heute das Hotel „Graf von Mansfeld“. Dort ist neben einem Stuhl des Reformators auch das wirkliche Sterbezimmer zu besichtigen. 

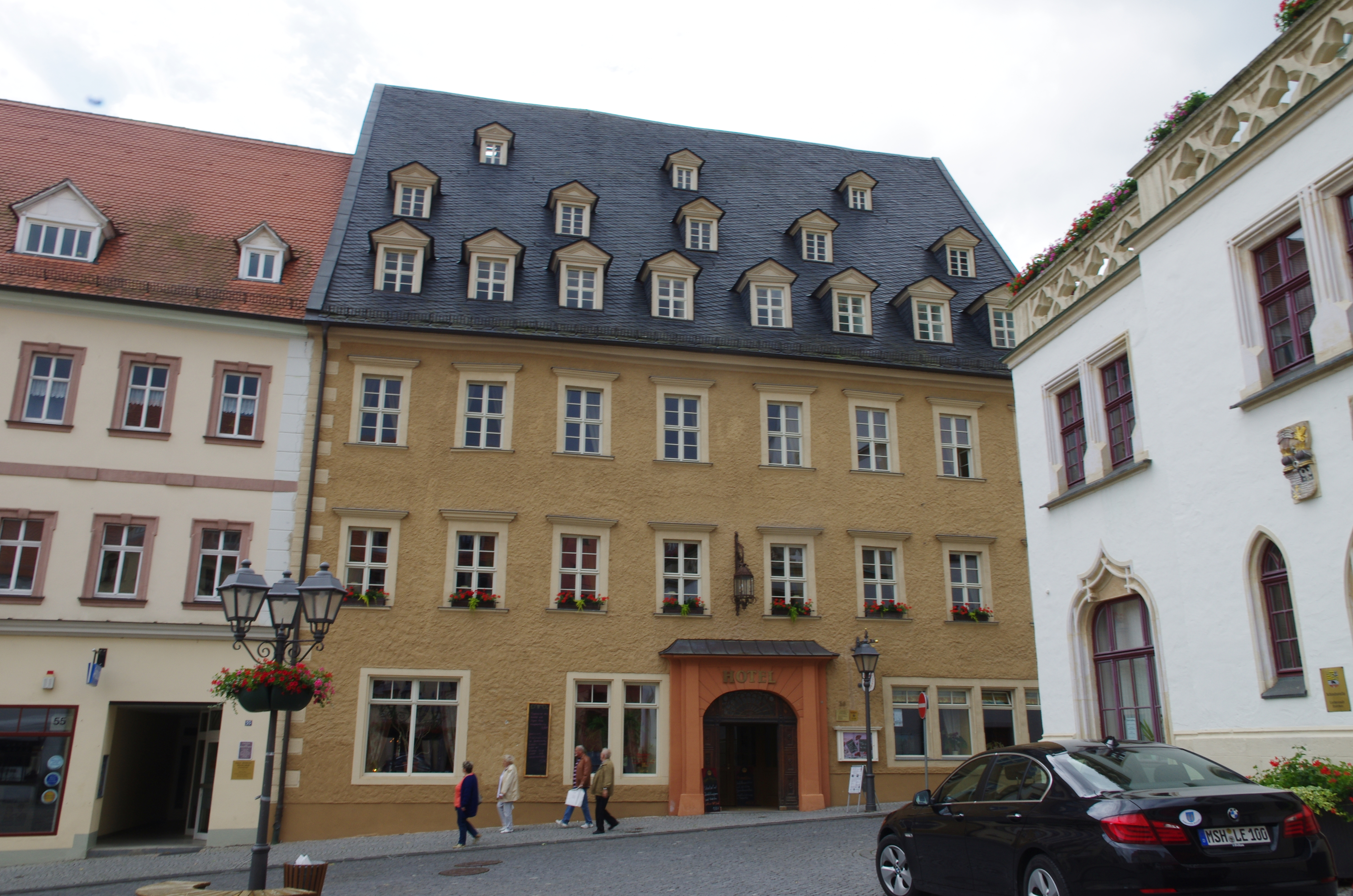
Eislebener Stadtschloss, Markt 56, das tatsächliche Sterbehaus Luthers

1863 erwarb der preußische Fiskus das als Sterbehaus angenommene Haus zwecks Einrichtung einer Gedenkstätte. In den Jahren 1863 bis 1868 wurde das Gebäude durch Friedrich August Ritter umfangreich saniert und auch historisierend umgestaltet. Die Türen und Fenster des Erdgeschosses wurden rekonstruiert. Erwähnenswert hier die reich profilierten kielbogigen Fenster sowie ein gleichfalls kielbogiges Sitznischenportal. Beides wurde in spätgotischen Formen rekonstruiert. Die ursprüngliche Raumaufteilung des Erdgeschosses mit breitem Flur, zwei gewölbten Stuben und Wendelstein blieb weitgehend erhalten.
Das ehemals als Fachwerk errichtete Obergeschoss wurde in massiver Bauweise ausgebaut und in seinem Grundriss verändert. Eine auf der Hofseite ursprünglich vorhandene Galerie wurde entfernt. Im Obergeschoss finden sich gekuppelte, rechteckige Fenster mit Stabwerkgewänden. Der große Wohn- und lange als Sterberaum Luthers vermutete Raum befindet sich im Obergeschoss. Die dortige Balkendecke ist noch im originalen Zustand. Eine dort befindliche kleine Schlafkammer hat noch die Ausstattung des 16. Jahrhunderts. Am Seitenflügel wurde ein Konferenzraum ergänzt. Der flache Erker auf Kragbögen wurde rekonstruiert. In den Jahren 1892 bis 1894 entstand die historistische Innenausstattung nach Entwürfen von Friedrich Wanderer aus Nürnberg. In den Jahren 1982/83 folgte eine weitere Restaurierung. Seit 1994 dient das Haus vollständig als Museum.
Nach zweijährigen Renovierungsarbeiten und der Erweiterung durch einen Neubau wurde das Museum am 1. Februar 2013 wiedereröffnet. Die Pläne für die umfangreichen Sanierungs- und Rekonstruktionsarbeiten im Altbau sowie den Erweiterungsbau stammen von dem Stuttgarter Architekturbüro VON M. Der Umgang mit der heterogenen Bausubstanz und den hohen Denkmalschutzanforderungen war eine architektonische Herausforderung.

## Kunstwerke im Sterbehaus
In der Zeit nach Martin Luther wurden mehrere Kunstwerke im Haus aufgestellt. So befindet sich im Wohnraum das im Jahr 1905 von William Pape geschaffene Historienbild Luthers letztes Bekenntnis. Des Weiteren wird in den Ausstellungsräumen ein ursprünglich in der Sankt-Andreas-Kirche befindliches Epitaph für Elisabeth Francke aus dem Jahr 1517 gezeigt. Das Epitaphgemälde zeigt die Szene der Beweinung Christi, wobei Christus als Schmerzensmann seine Wunden zeigt, sowie die stiftende Familie. Das um 1517/18 entstandene Gemälde stammt vermutlich von Hans Döring. Ein weiteres im Haus befindliches Epitaphgemälde wurde 1569 von Heinrich Göding für die Familie des Superintendenten Hieronymus Menzel geschaffen. Auf dem Gemälde wird die letzte von Luther in der Sankt-Andreas-Kirche durchgeführte Ordination gezeigt.

## Auszeichnungen
Nach den Renovierungsarbeiten und der Erweiterung bekam die neugestaltete Anlage mehrere Architekturpreise, so 2013 eine Auszeichnung des Landes Sachsen-Anhalt, 2014 den Fritz-Hoeger-Preis in Gold, 2015 eine Anerkennung des Deutschen Ziegelpreises und den Hannes-Meyer-Preis sowie 2016 den „Nike“ in der Kategorie Atmosphäre. Eingesetzt sind unter anderem spezielle im Wasserstrichverfahren produzierte Klinker.